# Halysidota elota
Halysidota elota là một loài bướm đêm thuộc phân họ Arctiinae, họ Erebidae.